# Andovci
Ne zamenjujte z naseljem Dankovci.
Andovci (madžarsko Orfalu, nemško Andelsdorf) je naselje na Madžarskem, ki spada v občino Monošter podregije Szentgotthárdi Železne županije. Leži nekaj kilometrov od meje s Slovenijo.